# Blindsilltjärnen (Revsunds socken, Jämtland)
Blindsilltjärnen är en sjö i Bräcke kommun i Jämtland som ingår i Ljungans huvudavrinningsområde.